# Bolognetta
Bolognetta (sicilià Bulugnetta) és un municipi italià, situat a la regió de Sicília i a la ciutat metropolitana de Palerm. L'any 2001 tenia 3.438 habitants. Limita amb els municipis de Baucina, Casteldaccia, Marineo, Misilmeri, Ventimiglia di Sicilia i Villafrati.

## Administració
| Període | Identitat  | Partit         |
| ------- | ---------- | -------------- |
| 2006-   | Rino Greco | Centreesquerra |